# باربارا مولر (مجدفة)
باربارا مولر (بالإنجليزية: Barbara Müller)‏‏ (29 سبتمبر 1937 - ) مجدفة، ومدربة تجديف من ألمانيا.

## روابط خارجية
- باربارا مولر على موقع الاتحاد الدولي للتجديف (الإنجليزية)